# Municipio de DeWitt (Illinois)
El municipio de DeWitt (en inglés: DeWitt Township) es un municipio ubicado en el condado de DeWitt en el estado estadounidense de Illinois. En el año 2010 tenía una población de 479 habitantes y una densidad poblacional de 5,43 personas por km².

## Geografía
El municipio de DeWitt se encuentra ubicado en las coordenadas 40°10′6″N 88°45′47″O / 40.16833, -88.76306. Según la Oficina del Censo de los Estados Unidos, el municipio tiene una superficie total de 88.22 km², de la cual 82,32 km² corresponden a tierra firme y (6,69 %) 5,91 km² es agua.

## Demografía
Según el censo de 2010, había 479 personas residiendo en el municipio de DeWitt. La densidad de población era de 5,43 hab./km². De los 479 habitantes, el municipio de DeWitt estaba compuesto por el 99,37 % blancos, el 0,21 % eran asiáticos y el 0,42 % eran de una mezcla de razas. Del total de la población el 0,42 % eran hispanos o latinos de cualquier raza.